# أنجيلا ماكي
أنجيلا ماكي (بالإنجليزية: Angela McKee) هي منافسة ألعاب القوى نيوزيلندية، ولدت في 1 ديسمبر 1974.

## روابط خارجية
- أنجيلا ماكي على موقع الاتحاد الدولي لألعاب القوى (الإنجليزية)
- أنجيلا ماكي على موقع اتحاد ألعاب الكومنولث (مؤرشف) (الإنجليزية)